# 布爾唐厄要塞
布爾唐厄要塞（荷蘭語：Vesting Bourtange）是荷蘭格羅寧根省布爾唐厄（屬韦斯特沃尔德市鎮）的一座要塞，距德國邊境僅3公里。因高空俯視呈現完整的五角星型而著名。目前整個要塞與周邊是一座露天博物馆。

## 歷史
布爾唐厄要塞是於八十年戰爭（1568–1648年）期間，由當時的奧蘭治親王威廉一世（又名沉默者威廉）下令建造，於1593年完工。其樣式為一座星形要塞，城市中央為正方形結構，城內有兩個木製的可開閉吊橋、星形護城河以及軍營和官員寄宿處。由於當時荷蘭北部為西班牙所佔領，興建要塞的最初目的在於控制德國與格羅寧根之間的唯一道路。要塞建造完成後不久，即遭來自格羅寧根的西班牙部隊圍攻，最後西班牙部隊的襲擊以失敗告終。
1672年法荷战争中，布爾唐厄要塞再度發揮其作用。當時法軍的盟友明斯特親王在佔領了荷蘭北部的18個城鎮之後，他們要求布爾唐厄投降。但布爾唐厄的普羅特上尉拒絕了，明斯特家族則發動了正面攻擊。由於周圍的沼澤地形和久經考驗的防禦工事，入侵的軍隊被成功擊退。在那之後，要塞依然繼續使用，直到1851年停止使用並改建為村莊。

## 現況

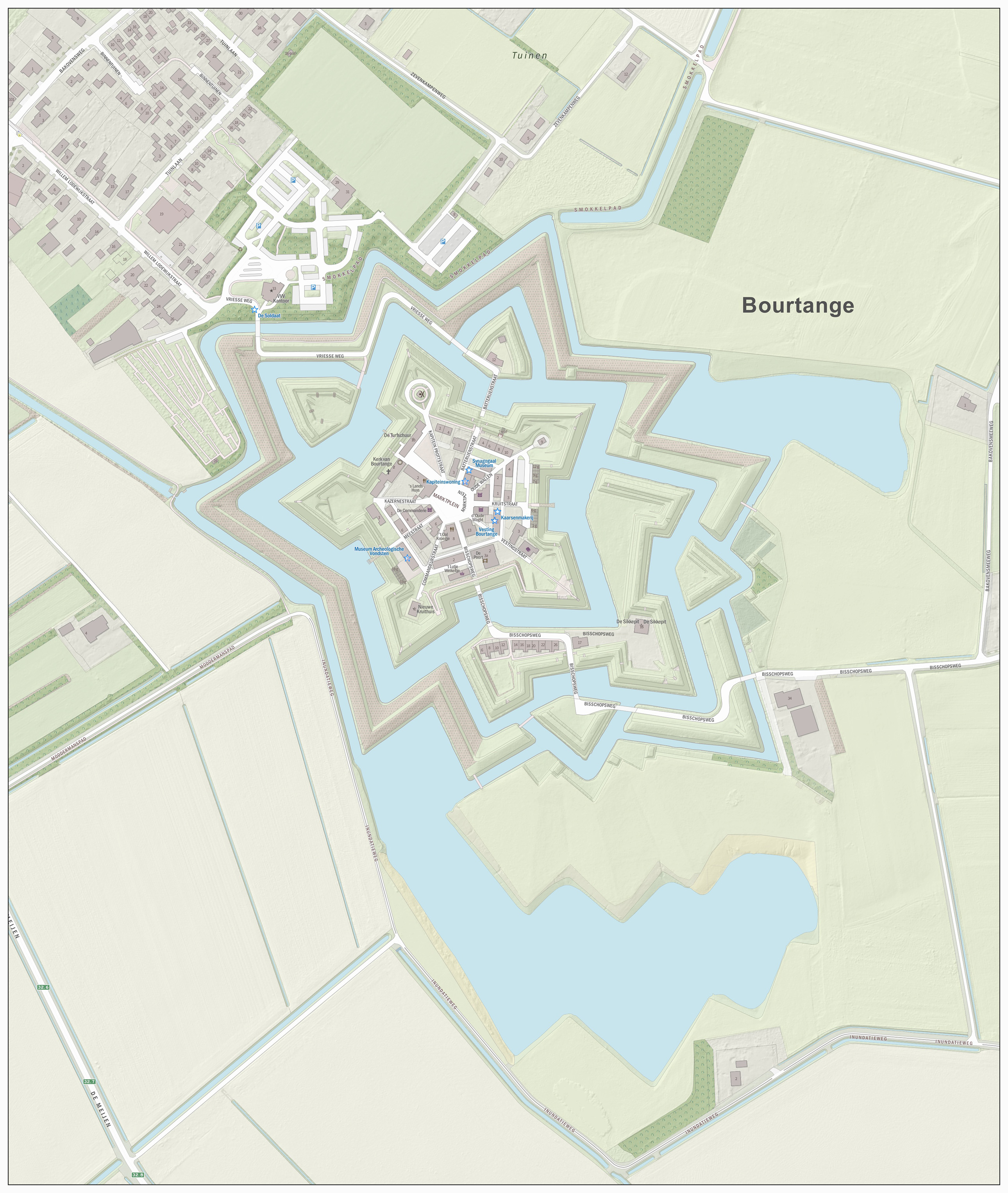
現今的布爾唐厄要塞及周邊地形圖

因布爾唐厄小鎮逐漸面臨衰退，地方政府於1960年代決定回復其堡壘至18世紀的原貌，工程於1967年開始，1992年完工，並規劃為露天歷史博物館供大眾參觀。現今布尔唐厄城内部和周围有许多修復的歷史建築可造訪，如各种军官故居、牧师故居、兵营、大炮、大门、旱厕（老式厕所）、棱堡、桥梁、壕沟、防御土墙、警戒所、集市广场、教堂、草料仓、马磨坊、高杆风车、犹太教会堂、火药库、铁匠铺、筑桥师故居等等。在周末時還會舉行表演，以喜剧演出的方式向游客阐述小村的历史。

## 圖片集

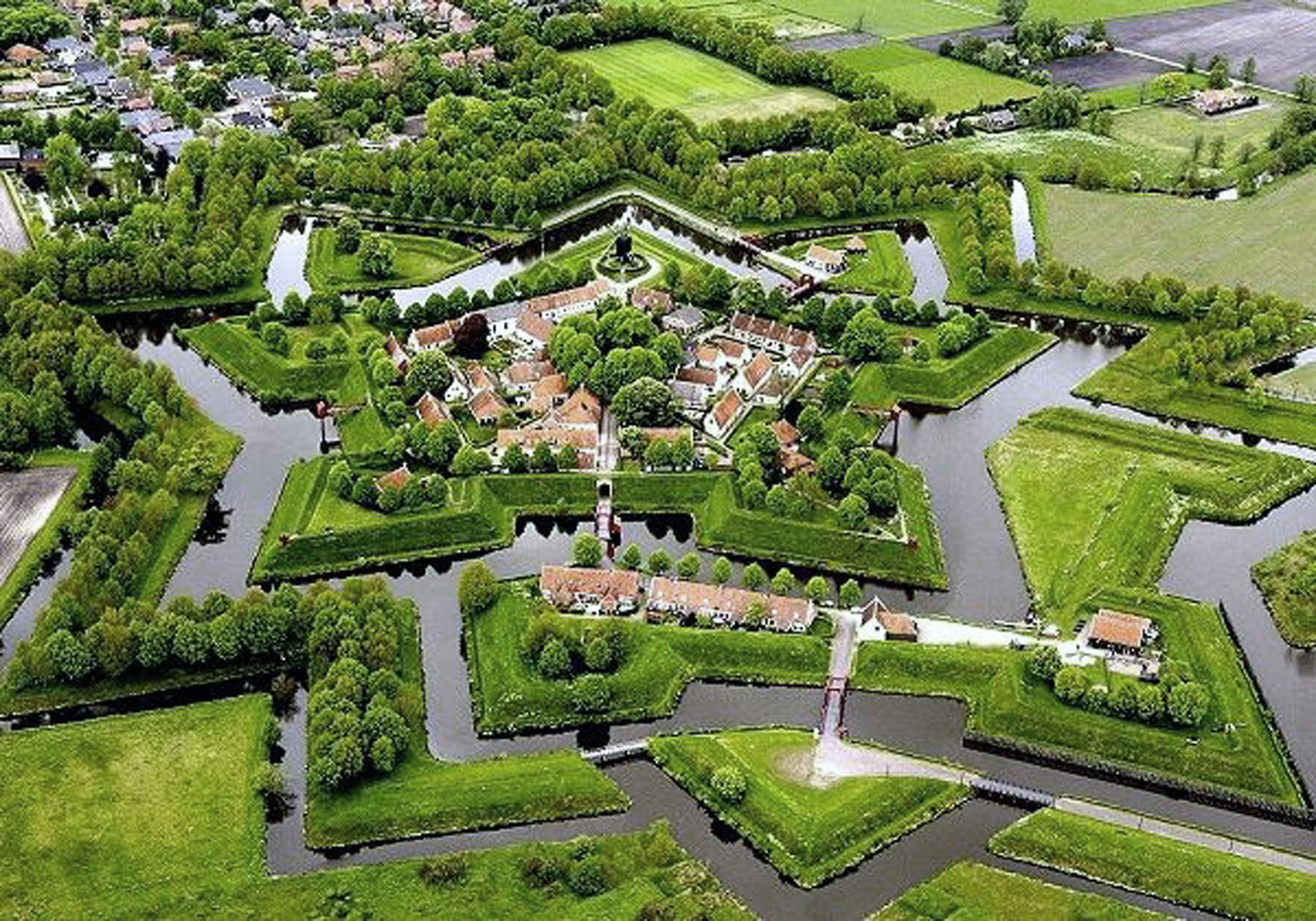
鳥瞰圖
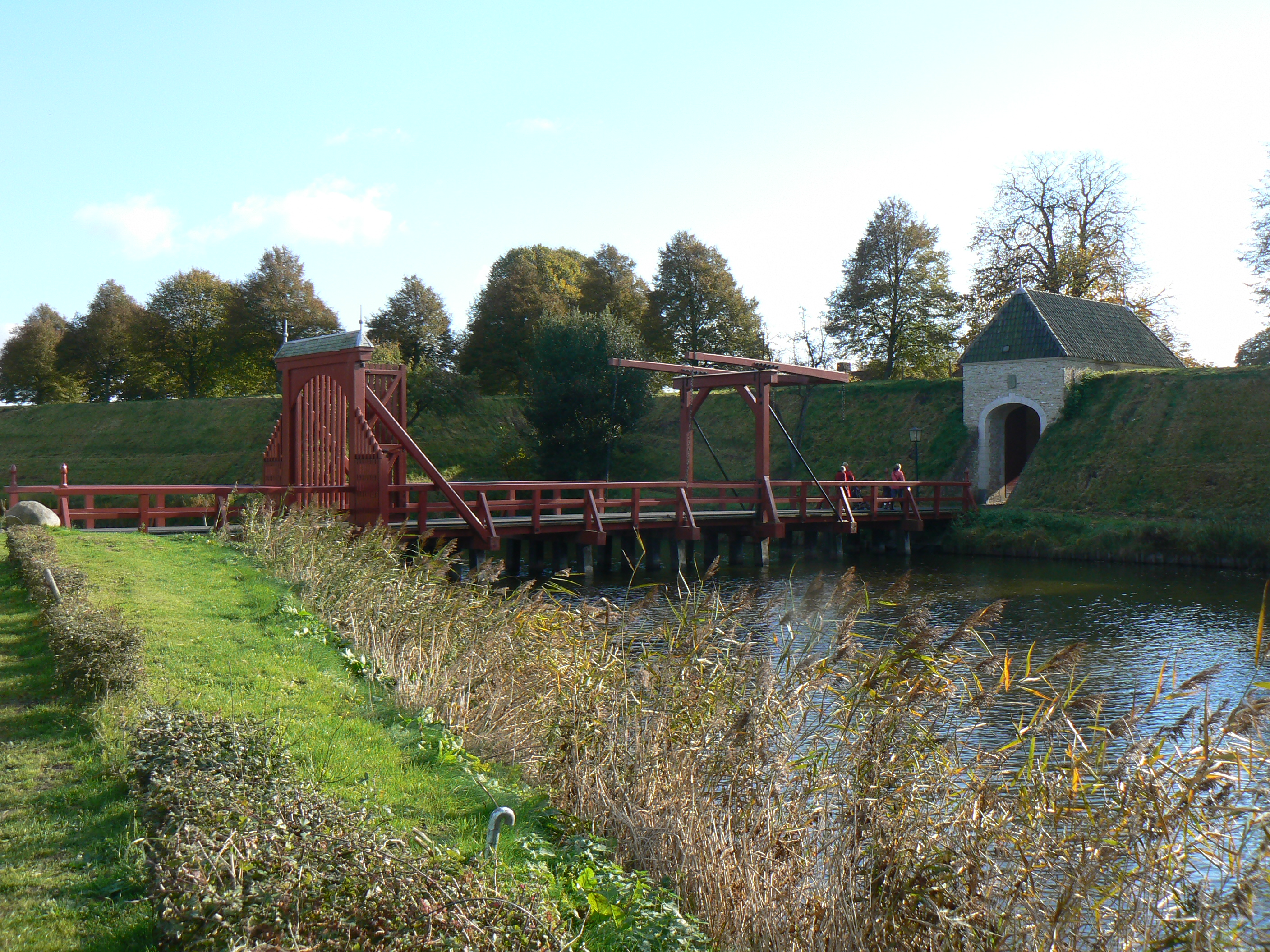
護城河及城門
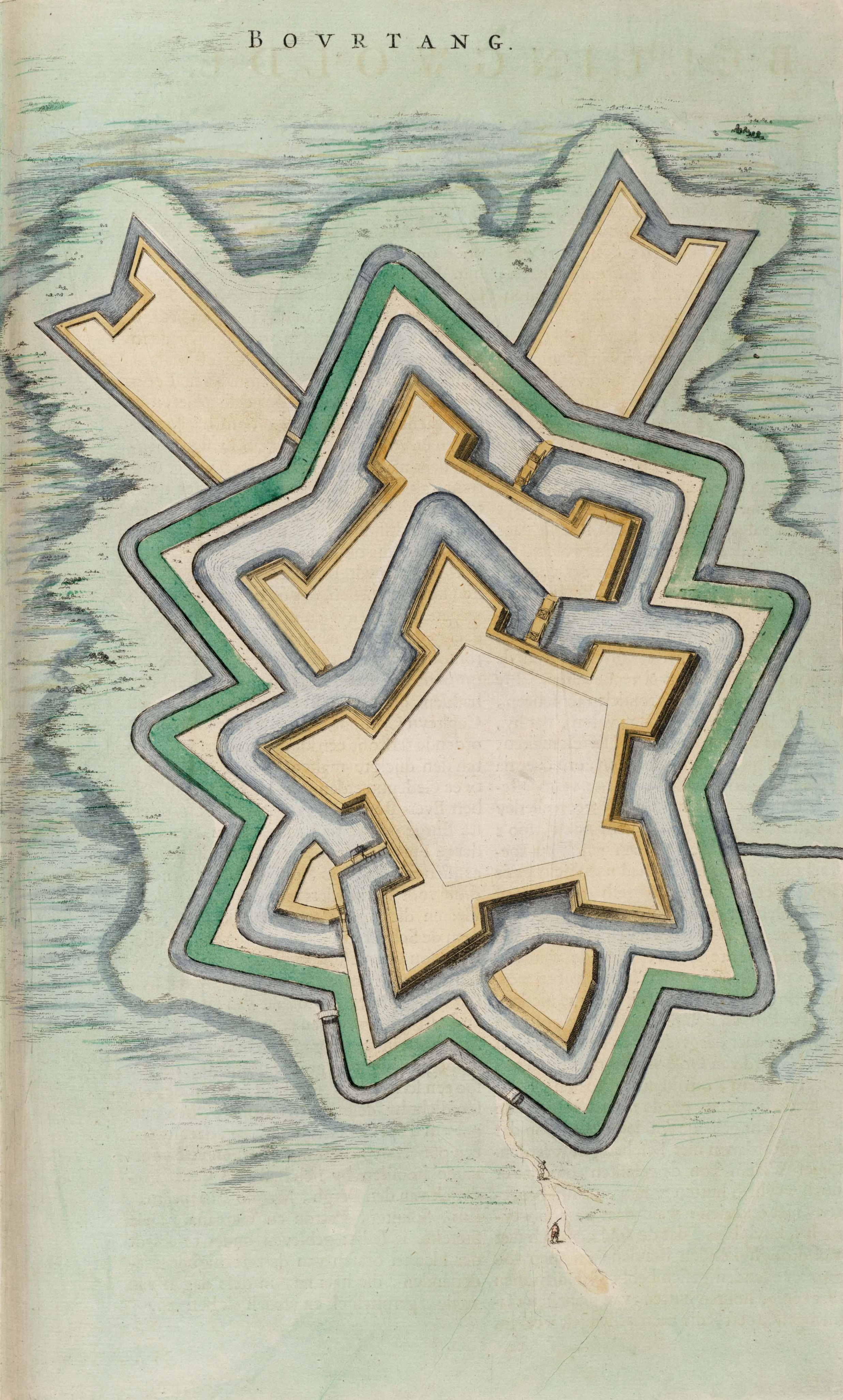
平面圖，1649年
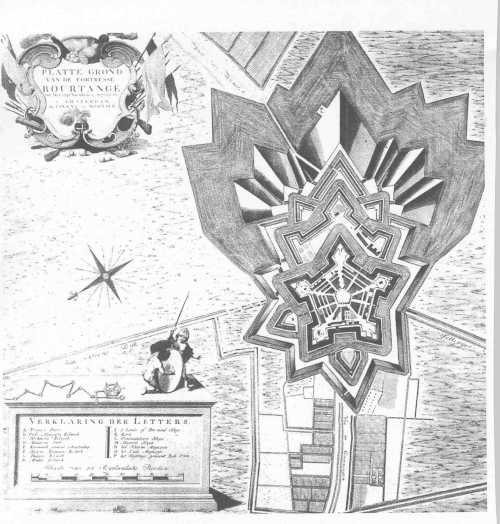
計畫圖，1742年
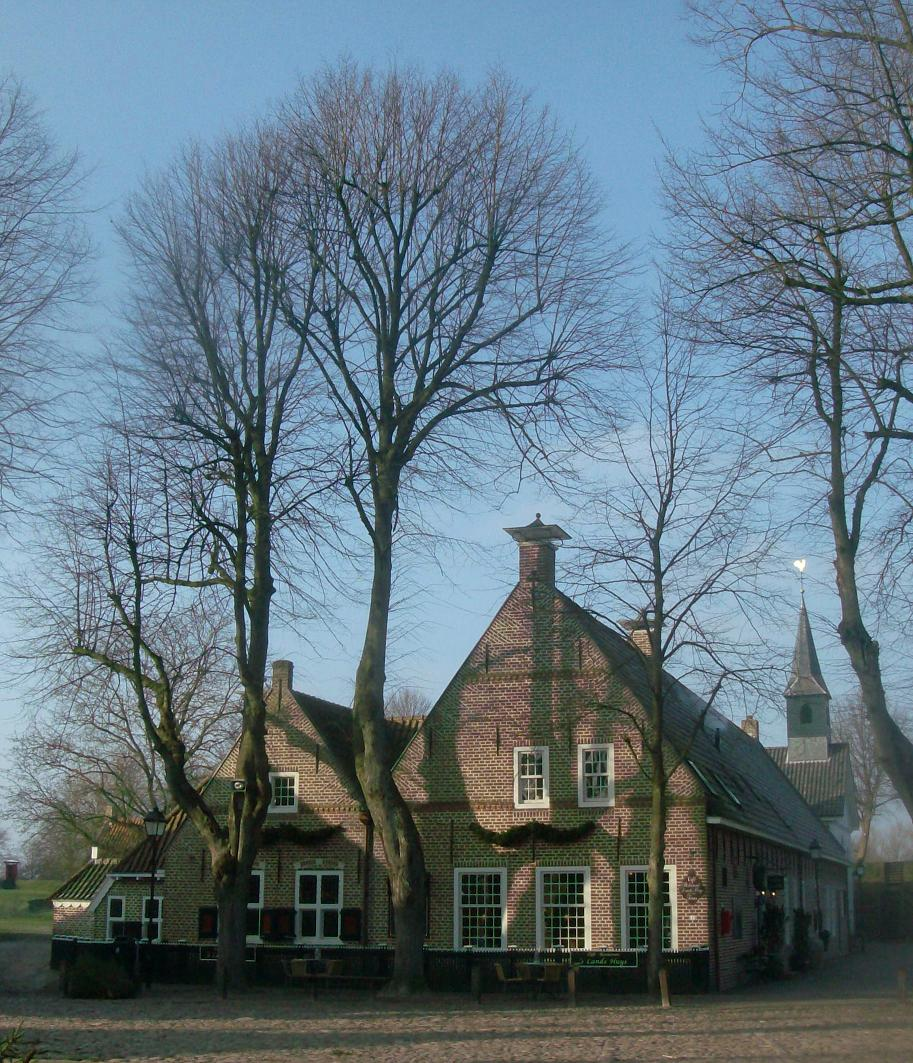
布爾唐厄一景
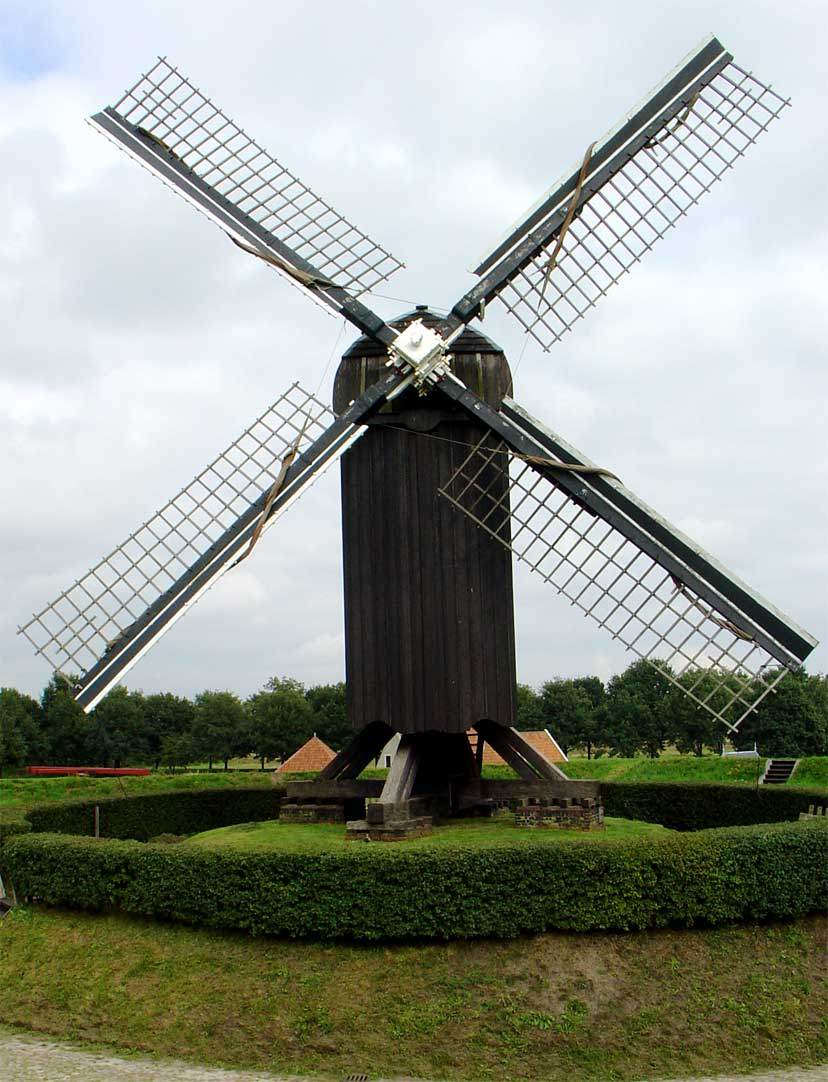
布爾唐厄的風車
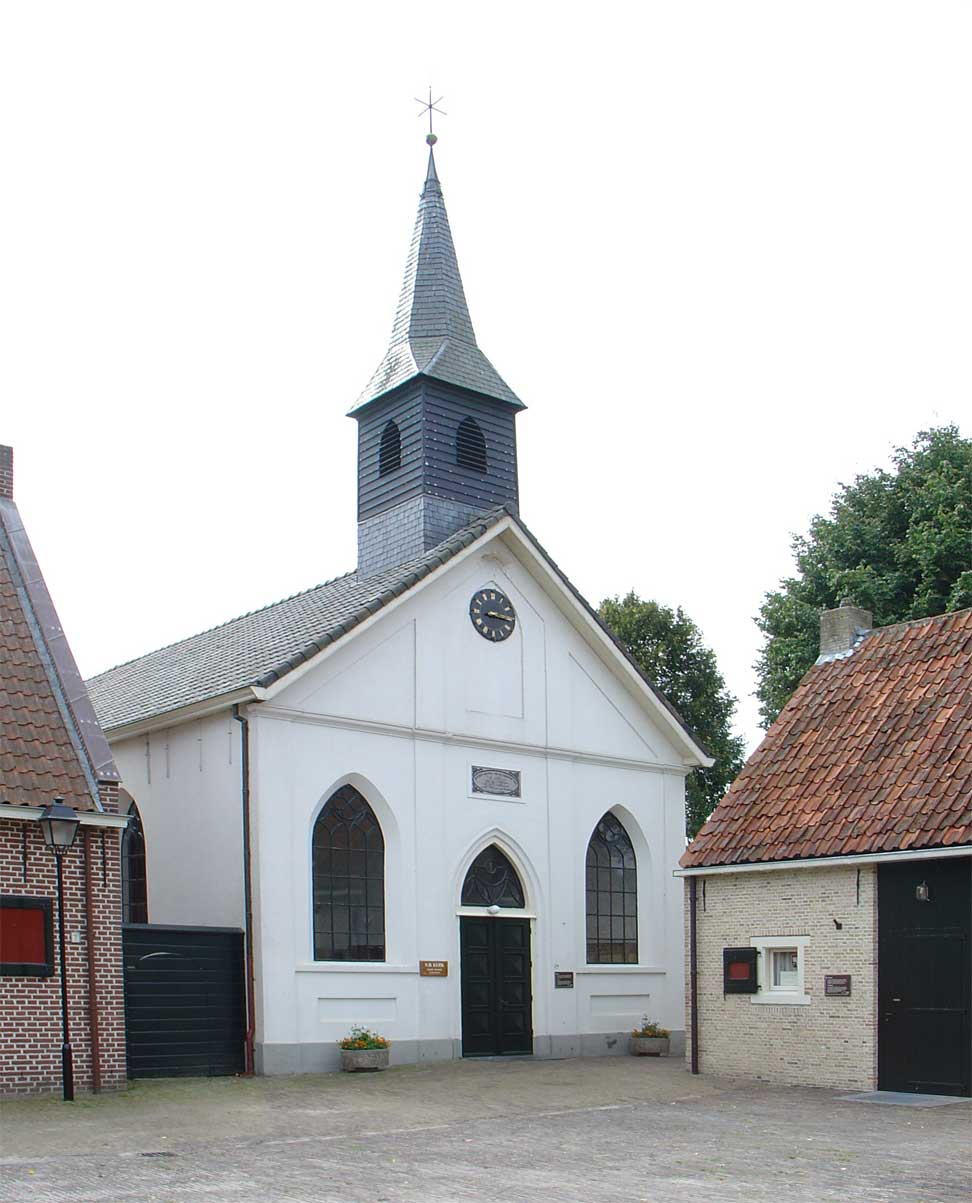
布爾唐厄的教堂
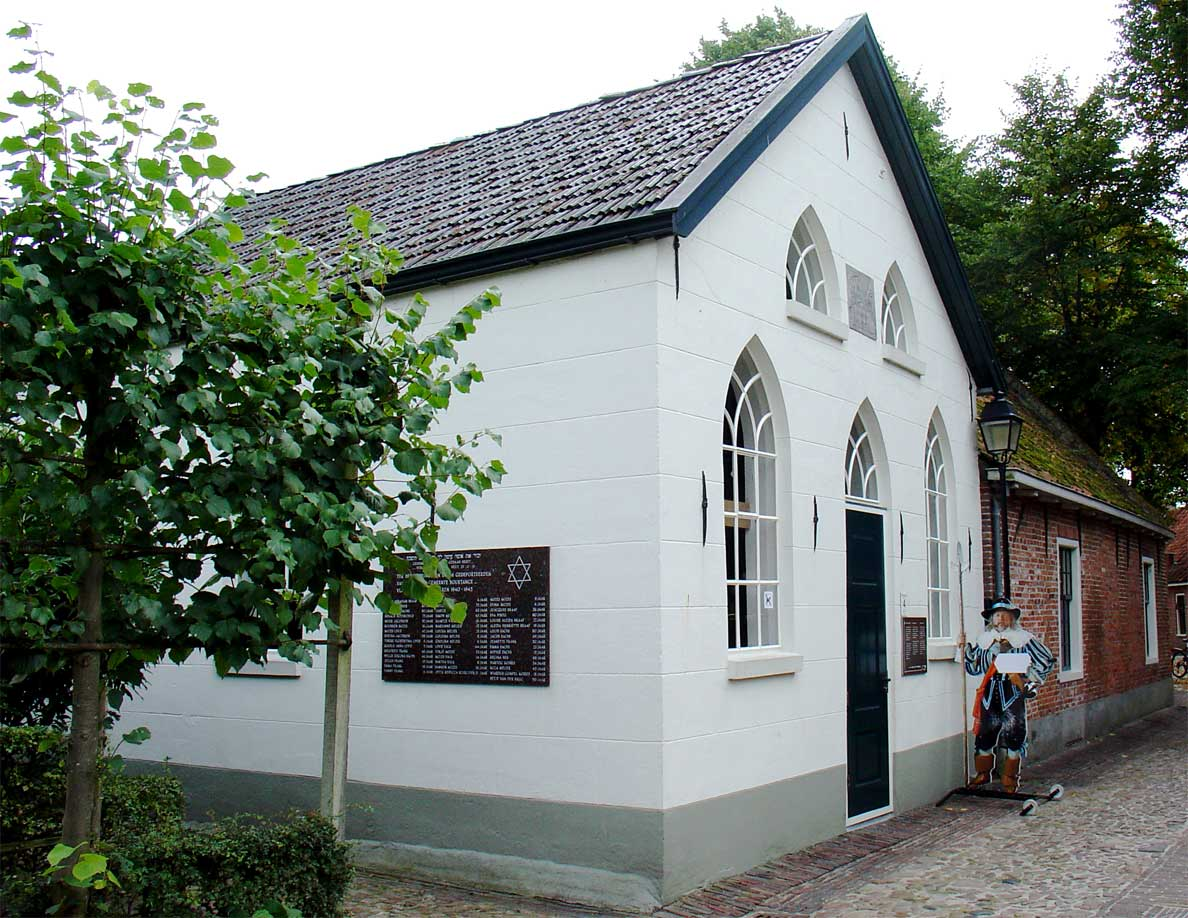
前猶太會堂（現為博物館）

## 外部連結
- 官方網站 （页面存档备份，存于） （荷兰文）（英文）（德文）（中文）
- 官方Facebook專頁 （页面存档备份，存于）
- 布尔坦赫要塞多媒体图书馆